# Labochirus cervinus
Labochirus cervinus är en spindeldjursart som beskrevs av Pocock 1899. Labochirus cervinus ingår i släktet Labochirus och familjen Thelyphonidae. Inga underarter finns listade i Catalogue of Life.